# Capitania de Nossa Senhora do Rosário de Paranaguá
A Capitania de Nossa Senhora do Rosário de Paranaguá foi uma divisão administrativa extinta da América Portuguesa, que existiu de 1656 a 1709 nos territórios hoje ocupados pela região litorânea dos estados brasileiros do Paraná, Santa Catarina, e Rio Grande do Sul, na região Sul do Brasil, e uma parte na Província de Misiones, Argentina. 
Fundada pelo Marquês de Cascais em 1656, substituiu a Capitania de Santana, que teve início na foz da baía de Paranaguá e fim na atual cidade catarinense de Laguna, tendo como limites a Capitania de Santo Amaro (parte da segunda seção de Capitania de São Vicente) ao norte, o oceano Atlântico a leste e o Governo do Rio da Prata e do Paraguay a oeste, estados extintos delimitados pelo Tratado de Tordesilhas.
Seu território foi incorporado pela Capitania de São Paulo e Minas de Ouro.